# Noailhac (Tarn)
Noailhac è un comune francese di 846 abitanti situato nel dipartimento del Tarn nella regione dell'Occitania.

## Società

### Evoluzione demografica
Abitanti censiti